# Плывущие цветы
«Плывущие цветы» (кит. 漂浪青春) — тайваньская драма 2008 года режиссёра Зеро Чжоу Мэйлин.

## Сюжет
Три истории о женщинах и гомосексуальности. В первой рассказывается о слепой девушке Цзин. Цзин работает певицей в баре и живёт вместе с младшей сестрой Мэйгоу. В баре ей аккомпанирует молодая девушка Чжугао. Чжугао становится близким другом сестёр, с Цзин у неё начинаются романтические отношения. Органы надзора вынуждают отдать Мэй в приёмную семью и Цзин расстаётся с сестрой на долгие годы.
Во второй истории рассказывается о пожилой женщине Шуйлянь (Водяной Лотос), страдающей болезнью Альцгеймера. К ней приезжает муж Янь. Янь гомосексуал, у него СПИД. Они не виделись много лет, каждый жил своей жизнью. Теперь, в старости, им приходится поддерживать друг друга и защищать от окружающего мира.
В третьей истории рассказывается про юность Чжугао, когда она училась в школе. Именно тогда она начала осознавать свои сексуальные желания.

## В ролях
| В ролях         |  | Персонаж |
| --------------- |  | -------- |
| Серена Фан Сыюй |  | Цзин     |
| Лу Ицзин        |  | Шуйлянь  |
| Бай Чжиин       |  | Мэйгоу   |
| Сэм Ван Сюэжэнь |  | Янь      |
| Чжао Илань      |  | Чжугао   |